# شبرنگ (آلبوم)
شبرنگ دومین آلبوم استودیویی سودالیزا، خواننده ایرانی-هلندی است. این آلبوم در ۲۸ اوت ۲۰۲۰ توسط تویستد الگنس منتشر شد. این آلبوم شامل قطعاتی در سبک آرت پاپ، تریپ هاپ و آلترناتیو آراندبی می‌باشد.
شبرنگ پس از انتشار با استقبال منتقدان روبرو شد. منتقدان پیش‌زمینه عاطفی آن و «زیبایی حرکت آرام» آن را ستوده‌اند.